# جافون مكريا
جافون مكريا (بالإنجليزية: Javon McCrea)‏ مواليد 5 نوفمبر 1992، هو لاعب كرة سلة أمريكي. بدأ مسيرته الاحترافية في سنة 2014. يبلغ طوله 6 قدم 7 بوصة (2.0 م). لعب مع ميدي بايرويت في الدوري الألماني لكرة السلة ونانسي باسكت في الدوري الفرنسي لكرة السلة الدرجة الأولى.

## روابط خارجية
- جافون مكريا على موقع دوري كرة السلة الياباني للمحترفين (اليابانية)
- جافون مكريا على موقع كرة السلة الأوروبية.كوم (الإنجليزية)
- جافون مكريا على موقع كلية كرة السلة في سبورتس رفرنس.كوم (الإنجليزية)
- جافون مكريا على موقع ريلجم (الإنجليزية)
- جافون مكريا على موقع بروبوليرز (الإنجليزية)
- جافون مكريا على موقع سبورتس رفرنس (الإنجليزية)